# 三井鉱山奈井江専用鉄道
三井鉱山奈井江専用鉄道（みついこうざんないえせんようてつどう）は、北海道空知支庁管内奈井江町の日本国有鉄道（国鉄）函館本線奈井江駅から、東方の東奈井江までの10.0kmを結んでいた三井鉱山の専用鉄道で、最盛期年間45万トンの石炭を輸送したが 、同炭鉱の閉山に伴い1968年（昭和43年）9月30日に廃止された。同系列の三井芦別鉄道と関係が深く、C11形やかつての国鉄東海道本線の花形機8850形などが入線し石炭輸送に活躍した。また、通勤・通学客輸送のため、客車の運行も行なわれた。

## 歴史
- 1947年（昭和22年） - 三井鉱山砂川鉱業所奈井江白山坑開発
- 1949年（昭和24年）10月1日 - 奈井江駅より砂川方430m地点に三井奈井江駅開設・三井奈井江駅 - 白山坑駅6.4km間専用鉄道開通
- 1950年（昭和25年）
  - 8850形8864, 8865号機入線
  - 3月 - 旅客輸送認可
  - 10月 - 配給所裏乗降場（後に桜ヶ丘に改称）開設
- 1951年（昭和26年）
  - 4月 - 白山坑駅を白山駅に改称
  - 12月14日 - 奈井江坑開発に伴い白山駅 - 東奈井江駅間3.6km延長開通
- 1952年（昭和27年）10月 - 向ヶ丘駅開設
- 1967年（昭和42年）
  - 6月 - 旅客列車運行停止
  - 7月 - 奥奈井江炭鉱奈井江坑閉山
- 1968年（昭和43年）
  - 6月 - 山元貯炭搬出終了、貨物列車運行停止
  - 9月30日 - 専用鉄道廃止

## 車両

### 機関車
- 8864・8865 - 元国鉄8850形蒸気機関車
- C11-1・C11-2・C11-3 - 国鉄C11形と同形のタンク機関車。三井芦別鉄道より移動。

### 客車
- ホハフ1 - 1909年大宮工場製の元国鉄ホハフ2858それ以前の履歴はホハフ7550←日本鉄道は391（三等車）
- ホハフ2 - 1903年大宮工場製の元国鉄ホハフ2632（昭和27年廃車）それ以前の履歴はホロネロ253←ホロネロ5084←イネロ5054←日本鉄道いろ65（一二等合造客車寝台食堂付）
- ナハフ3 - 1907年新橋工場製の元国鉄オニ9608（昭和27年廃車）それ以前の履歴はホシ7700←ホワシ9160←ナワシ9160←鉄道作業局シ12（3等急行列車に使用された和食堂車）もとは3軸ボギー車であった。一時連合軍に接収されていた（3021）
- ナハフ4 - 1915年苗穂工場製の元国鉄ナハニ15551（形式15550）
- ナハフ5 - 1912年神戸工場製の元国鉄ナル17620それ以前の履歴はナヤ16918←ホハ12119←ホハ6982（形式6810）

三井芦別鉄道がディーゼルカーを導入したため余剰となった木製ボギー客車を1958年に購入。
- ナハフ6 - 三井芦別ナハフ1（1911年大井工場製）元国鉄ナハフ14405（形式14100）ホロフ11215←ナロフ5637（形式5630）
- ナハフ7 - 三井芦別スハ2（1920年大井工場製）元国鉄オル19957であるがそれ以前は不詳（湯口の推定ではスロネフ17553-17561（形式17550）のうちの1両）もとは3軸ボギー車であった。
- ナハフ8 - 三井芦別スハ1（1921年大井工場製）元国鉄マユニ29003←スイネ27103（形式27100）もとは3軸ボギー車であった。

## 遺構
豊沼奈江川にかかる春日橋から1連のガーター橋（鉄橋）が確認できる。また、北海道道114号赤平奈井江線沿いに築堤があるほか、その近くには、豊沼奈江川に架かる4連のガーター橋が残っている。